# Fleur Jaeggy
Fleur Jaeggy (ur. 31 lipca 1940 w Zurychu) – szwajcarska pisarka tworząca w języku włoskim.

## Książki wydane w Polsce
- Gniew niebios (oryg. La paura del cielo, 1994), przeł. Magdalena Tulli, Noir sur Blanc 1999 (ISBN 83-867-4333-6)
- Szczęśliwe lata udręki (oryg. I beati anni del castigo, 1989), przeł. Magdalena Tulli, Noir sur Blanc 2002 (ISBN 83-884-5953-8)
- Proleterka (oryg. Proleterka, 2001), przeł. Magdalena Tulli, Noir sur Blanc 2003 (ISBN 83-7392-035-8)
- Żywoty domniemane (oryg. Vite congetturali, 2009), przeł. Stanisław Kasprzysiak, Noir sur Blanc 2011 (ISBN 978-83-7392-349-2)
- Jestem bratem NN (oryg. Sono il fratello di XX, 2014), przeł. Monika Woźniak, Noir sur Blanc 2018 (ISBN 978-83-6561-355-4)

## Nagrody
- Premio Bagutta 1989 za Szczęśliwe lata udręki[1]
- Premio Viareggio 2002 za Proleterkę[2]
- Premio Letterario Giuseppe Tomasi di Lampedusa 2014 za Jestem bratem NN[3]